# Fortalesa de Galarsan-Gorarsan
Fortalesa de Galarsan-Gorarsan (en azerí: Gələrsən-Görərsən) és una fortalesa de l'edat mitjana, les ruïnes de la qual queden en la costa del riu de Kish, a uns quatre quilòmetres de la ciutat de Shaki, en el cim de la muntanya Garatepe, a l'Azerbaidjan.
La construcció de la fortalesa es remunta als segles VIII-IX. Gelersen-Gorersen es va consolidar a fons i es va utilitzar per a la defensa. En la traducció de la llengua azerí el nom de la fortalesa significa "vindrà-veurà".